# 科乌尔
科乌尔（Khour），是印度查谟-克什米尔邦Jammu县的一个城镇。总人口6142（2001年）。

## 人口
该地2001年总人口6142人，其中男性3069人，女性3073人；0—6岁人口772人，其中男424人，女348人；识字率69.80%，其中男性为77.52%，女性为62.09%。